# Aéroport de Peace River
L'aéroport de Peace River est un aéroport situé en Alberta, au Canada.